# Ich liebe den Höchsten von ganzem Gemüte

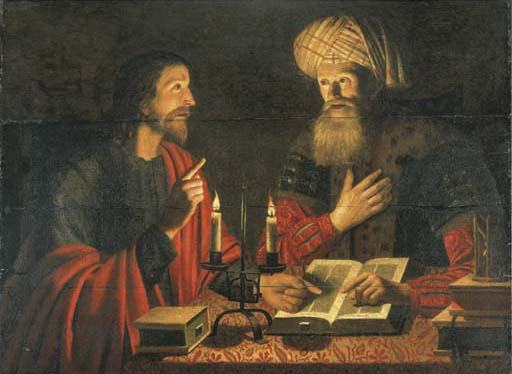
Jesus und Nicodemus, von Crijn Hendricksz Volmarijn (1601–1645)

Ich liebe den Höchsten von ganzem Gemüte (BWV 174) ist eine Kirchenkantate von Johann Sebastian Bach. Er schrieb sie in Leipzig für Pfingstmontag und führte sie am 6. Juni 1729 zum ersten Mal auf.

## Geschichte und Worte
Bach komponierte die Kantate für Pfingstmontag. Die vorgeschriebenen Lesungen für den Festtag waren Apg 10,16–21 , die Predigt von Petrus für Cornelius, und Joh 3,16–21 , „Also hat Gott die Welt geliebt ...“ aus dem Treffen Jesu und Nikodemus. Der Kantatentext wurde von Picander verfasst und in seinem Jahrgang von Kantatentexten 1728 veröffentlicht. Neun seiner Texte aus diesem Jahrgang sind in Bachs Vertonung erhalten. Falls Bach mehr komponiert hat, gingen sie verloren. In der ersten Arie betrachtet der Dichter den Beginn des Evangeliums und folgert, dass der Christ Gott Dank schuldet als Antwort auf seine Liebe. Im folgenden Rezitativ wird der Beginn des Satzes aus dem Evangelium kommentiert und zitiert. Die letzte Arie fordert die Gemeinde auf, das Heil zu ergreifen, das durch Gottes Liebe angeboten wird. Der Schlusschoral antwortet darauf mit der ersten Strophe von Martin Schallings Herzlich lieb hab ich dich, o Herr.
Für die einleitende Sinfonia fügte Bach zu den neun Streicher-Solostimmen seines 3. Brandenburgischen Konzerts fünf Bläserstimmen hinzu. Er konnte so viele Spieler einsetzen, weil er begonnen hatte, das von Telemann gegründete Collegium musicum zu leiten, eine Bürgervereinigung von Musikinteressierten, deren Mitglieder auch bei Kirchenmusik mitwirkten. Bach führte die Kantate am 6. Juni 1729 erstmals auf, er notierte das Jahr in der Partitur.

## Besetzung und Aufbau
Die einleitende Sinfonia ist ungewöhnlich reich mit Instrumenten besetzt: zwei Corno da caccia, zwei Oboen, Taille (Tenor-Oboe), drei Solo-Violinen, drei Solo-Violen, drei Solo-Violoncelli, zwei Violinen, Viola und Basso continuo. Danach treten Alt, Tenor und Bass als Solisten auf. Der vierstimmige Chor singt nur den Schlusschoral.
1. Sinfonia
2. Arie (Alt): Ich liebe den Höchsten von ganzem Gemüte
3. Rezitativ (Tenor): O Liebe, welcher keine gleich
4. Arie (Bass): Greifet zu, faßt das Heil
5. Choral: Herzlich lieb hab ich dich, o Herr

## Musik
Die Kantate beginnt mit einer gewichtigen Sinfonia, die Bach aus dem ersten Satz seines 3. Brandenburgischen Konzerts entwickelte, das er vermutlich bereits in Weimar komponiert hatte. Er erweiterte den dichten Satz von neun solistischen Streichern um zwei Stimmen für Corno da caccia, zwei für Oboe, verdoppelt von Violinen, und eine für Taille, verdoppelt von Viola.
In der ersten Arie führen zwei obligate Oboen Themen ein, die die Stimme aufnimmt. Das Rezitativ wird von den Streichern begleitet und erinnert an die Besetzung des Brandenburgischen Konzerts. In der zweiten Aria sind die Violinen mit der Viola zu einem kraftvollen obligaten Part zusammengefasst. Die Kantate wird beschlossen mit einem vierstimmigen Satz der bekannten Melodie, die Bach benutzte, um seine Johannes-Passion mit der dritten Strophe des Chorals zu beenden, „Ach Herr, laß dein lieb Engelein“.

## Einspielungen
- Die Bach Kantate Vol. 5, Helmuth Rilling, Gächinger Kantorei, Bach-Collegium Stuttgart, Julia Hamari, Aldo Baldin, Wolfgang Schöne, Hänssler 1984
- J.S. Bach: Das Kantatenwerk · Complete Cantatas · Les Cantates, Folge / Vol. 40, Nikolaus Harnoncourt, Tölzer Knabenchor, Concentus Musicus Wien, Solist des Tölzer Knabenchor, Kurt Equiluz, Robert Holl, Teldec 1987
- Bach Cantatas Vol. 26: Long Melford For Whit Sunday For Whit Monday, John Eliot Gardiner, Monteverdi Choir, English Baroque Soloists, Nathalie Stutzmann, Christoph Genz, Panajotis Iconomou, Soli Deo Gloria 2000
- Bach Edition Vol. 21 – Cantatas Vol. 12, Pieter Jan Leusink, Holland Boys Choir, Netherlands Bach Collegium, Sytse Buwalda, Nico van der Meel, Bas Ramselaar, Brilliant Classics 2000
- J.S. Bach: Complete Cantatas Vol. 19, Ton Koopman, Amsterdam Baroque Orchestra & Choir, Bogna Bartosz, Christoph Prégardien, Klaus Mertens, Antoine Marchand 2003
- J.S. Bach: Cantatas Vol. 50 - Man singet mit Freuden, Cantatas · 49 · 145 · 149 · 174 (Cantatas from Leipzig 1726-29), Masaaki Suzuki, Bach Collegium Japan, Robin Blaze, Gerd Türk, Peter Kooij, BIS 2011